# Иван Ингилизов
Иван Попарсениев (Попарсов) Ингилизов е български революционер, войвода на Вътрешната македоно-одринска революционна организация и политик.

## Биография
Иван Ингилизов е роден в 1882 година в село Пехчевски чифлик, Малешевско, тогава в Османската империя. Брат е на агронома Антим Ингилизов и Георги Ингилизов. Васил Драгомиров му е зет, а Коста Мазнейков – другар от детинство. Завършва българското педагогическо училище в Скопие и по-късно учи история и философия в Софийския и Загребския университет.
Работи като учител в Струмица, Горна Джумая, Скопие, Пехчево и други места. Става член на ВМОРО и е представител е на Струмишкия окръжен революционен комитет на Солунския конгрес на ВМОРО от 2 до 4 януари 1903 г. По време на Илинденско-Преображенското въстание в 1903 г. е войвода на чета в Струмишко, Радовишко, Малешевско.
Делегат е от Скопие на Първия общ събор на Българската матица в Солун от 20 до 22 април 1910 година. През учебната 1911/1912 година е преподавател в Скопското българско свещеническо училище.
След войните се занимава с търговия и практикува като адвокат. Ингилизов е активен привърженик на Демократическата партия до 1923 г. Кмет е на Горна Джумая от 9 април до 17 септември 1920 година и от 4 април до 12 юли 1921 година, а в промеждутъка е общински съветник. Бил е председател на Популярната банка в Горна Джумая.
Избран е на изборите на 29 май 1927 година за депутат в XXII ОНС (1927 - 1931) с общогражданската листа на Демократическата партия от Горноджумайска избирателна околия. На 17 юли 1927 година народните представители от Горноджумайска, Неврокопска и Петричка околия в частно заседание се обособяват в отделна парламентарна група с председател д-р Иван Каранджулов и секретар Ангел Узунов, запасен член на Задграничното представителство на ВМРО. Депутат е от Македонската парламентарна група и в XXIII ОНС (1931 – 1934).
След преврата от 9 септември 1944 г. е арестуван и убит заедно с други дейци на ВМРО в местността Айдаровско дере между селата Айдарово (днес Изгрев) и Церово.